# Over the Rhine
Gli Over the Rhine sono un duo roots rock statunitense dell'Ohio formato da Linford Detweiler (piano, chitarra, bass) e da sua moglie Karin Bergquist (voce e chitarra). In origine facevano parte del gruppo Ric Hordinski alla chitarra e Brian Kelley alla batteria. Il loro stile, di difficile catalogazione, si rifà all'alternative pop ma non mancano riferimenti alla letteratura come Dylan Thomas o C. S. Lewis.
Si sono formati nel 1989 nell'omonimo quartiere di Cincinnati. Dopo i primi 2 album pubblicati per un'etichetta indipendente, incidono per la I.R.S. Records il terzo album Eve. Nel 1996 passano alla Imaginary Records.
Nel 2007 fondano una propria etichetta, la Great Speckled Dog con la quale pubblicano due album, The Trumpet Child nel 2007 e The Long Surrender nel 2011, che rimane il loro disco più convincente e riuscito e non a caso il giornalista musicale Walter Gatti lo ha incoronato miglior album dell'anno nel suo blog musicale (Risonanza): "Dietro le loro magnifiche e imperdibili canzoni c'è l'ispirazione dei Cowboy Junkies, l'ambiente maudit di Nick Cave, la versatilità di Joni Mitchell, la purezza di Jeff Buckley. Ci sono suoni belli, bellissimi: scarni e puri, con pochi strumenti di gran personalità. Il contrario di un disco di cose inutili".

## Discografia
- 1991 - Till We Have Faces (Scampering Songs, riedito nel 1995 con una diversa lista tracce dalla I.R.S./EMI Records)
- 1992 - Patience (Scampering Songs, riedito nel 1992 con una diversa lista tracce dalla I.R.S./EMI Records)
- 1994 - Eve (I.R.S./EMI Records)
- 1996 - Good Dog Bad Dog: The Home Recordings (Imaginary Records, riedito nel 2000 con una differente lista tracce dalla Back Porch/Narada/Virgin/EMI Records)
- 1996 - The Darkest Night of the Year (Imaginary Records)
- 2001 - Films For Radio (Back Porch/Narada/Virgin/EMI Records)
- 2003 - Ohio (Back Porch/Narada/Virgin/EMI Records)
- 2005 - Drunkard's Prayer (Back Porch/Narada/Virgin/EMI Records)
- 2006 - Snow Angels (Album natalizio)
- 2007 - The Trumpet Child (Great Speckled Dog)
- 2011 - The Long Surrender (Great Speckled Dog)
- 2013 - Meet me at the edge of the world
- 2014 - Blood Oranges in the Snow (Great Speckled Dog, holiday album))
- 2019 - Love & Revelation (Great Speckled Dog)